# Boniface Balamage
 (août 2021).
 Boniface Balamage Nkolo  (né à Goma le 18 avril 1964) est un homme politique de la République démocratique du Congo et député national, élu de la circonscription de l'Idjwi dans la province du Sud-Kivu,,,.

## Biographie
L'honorable Boniface Balamage Nkolo, il est né à Goma au Nord-Kivu le 18 avril 1964, élu député national dans la circonscription électorale de l'idjwi dans la province du Sud-Kivu, il est membre du parti politique AAB. Il est président du groupement parlementaire REE